# Susilo Bambang Yudhoyono
Susilo Bambang Yudhoyono (Pacitan, Java Oriental, 9 de septiembre de 1949) es un político y militar retirado indonesio que fungió como presidente de su país entre 2004 y 2014. En Indonesia se lo conoce como Susilo o por las siglas SBY. Líder del Partido Democrático, Yudhoyono fue el primer mandatario de su país elegido democráticamente mediante elecciones directas, tras triunfar por amplio margen en segunda vuelta contra la presidenta interina Megawati Sukarnoputri en las elecciones de 2004, asumiendo el 20 de octubre. Durante su mandato, Yudhoyono continuó con las políticas de liberalización económica de su predecesora, siguiendo las indicaciones del Fondo Monetario Internacional y el Banco Mundial. A pesar de su abrumador apoyo popular, Yudhoyono debió enfrentar a un parlamento de mayoría opositora y requirió de constantes pactos con el partido Golkar, presidido por su primer vicepresidente Jusuf Kalla para aprobar su legislación, por lo que su poder político se vio debilitado durante la mayor parte de su gobierno. Ejerció también como presidente de la Asociación de Naciones del Sudeste Asiático (ASEAN) representando a su país.
Yudhoyono se presentó para la reelección en las elecciones presidenciales de 2009, triunfando en primera vuelta con un arrollador 60.80% de los votos, que se tradujeron en 73.874.562 sufragios, cifra que en ese momento ostentó el récord de la mayor cantidad de votos obtenida por un solo candidato en una elección democrática en la historia. Fue declarado una de las 100 personas más influyentes del mundo por la revista TIME ese mismo año. Inelegible para una segunda reelección por la Constitución, que solo permite al presidente gobernar por dos mandatos, Yudhoyono fue sucedido por Joko Widodo, del opositor PDIP el 20 de octubre de 2014. Ha permanecido como líder de su partido desde 2013.